# Drei Gleichen (fortezze)
Le Drei Gleichen (lett.: «tre Gleichen») sono un gruppo di tre fortezze poste in cima a tre colline, nel Land tedesco della Turingia presso i paesi di Mühlberg e Holzhausen.
In dettaglio, le tre fortezze sono:
- Burg Gleichen, citata per la prima volta nel 1098 e abbandonata dopo il 1599;
- Mühlburg, citata per la prima volta nel 709;
- Wachsenburg, tutt'oggi in buono stato di conservazione.